# Кучеренко, Александр Евгеньевич
Алекса́ндр Евге́ньевич Кучеренко (укр. Олександр Євгенович Кучеренко, рум. Alexandru Cucerenco; род. 1 октября 1991, Славянск, Донецкая область) — украинский футболист, центральный защитник узбекского клуба «Динамо» (Самарканд). Имеет также молдовский паспорт.

## Карьера
Начинал играть в футбол в клубе «Славхлеб» из Славянска в любительском чемпионате Украины. В 2011 году выступал за «Авангард» из Краматорска во Второй лиге Украины.
Зимой 2011/12 Кучеренко перешёл в молдовский клуб «Нистру» (Отачь), был заявлен в Федерации футбола как гражданин Молдовы 1994 года рождения и вскоре получил вызов в юношескую сборную страны. После полутора лет выступлений за «Нистру», бывший главный тренер клуба Лилиан Попеску пригласил Александра в «Костулены», а затем вслед за тренером футболист перешёл в «Верис».
В декабре 2014 года о расхождениях в дате рождения в документах Кучеренко стало широко известно и это грозило «Верису» техническими поражениями во всех 14-ти сыгранных матчах. Чтобы не доводить дело до разбирательств, руководство «Вериса» сняло команду с чемпионата, при этом официальной причиной снятия было названо недовольство судейством в четвертьфинале Кубка страны. Сам Кучеренко был отстранён от участия в турнирах под эгидой Федерации футбола Молдовы.
В 2015 году подписал контракт с кировоградской «Звездой». В составе команде, в 2016 году стал чемпионом Первой лиги Украины. Летом 2017 года покинул команду. Позже подписал контракт с петровским «Ингульцом».

## Достижения
«Звезда» (Кропивницкий)
- Победитель Первой лиги Украины: 2015/16